# Dracula erythrocodon
Dracula erythrocodon är en orkidéart som först beskrevs av Carlyle August Luer och Stig Dalström, och fick sitt nu gällande namn av Olaf Gruss och Manfred Wolff. Dracula erythrocodon ingår i släktet Dracula och familjen orkidéer. Inga underarter finns listade i Catalogue of Life.